# 布拉诺沃
布拉诺沃（俄語： [bʊˈranəvə]，羅馬化：Brangurt）是位於俄罗斯乌德穆尔特共和国小普爾加區的一个村莊，距離伊熱夫斯克有30公里、距離萨拉普尔有34公里 。截至2011年1月1日，當地的人口为658。